# Pseudoleptochilus asiaticus
Pseudoleptochilus asiaticus är en stekelart som beskrevs av Giordani Soika 1970. Pseudoleptochilus asiaticus ingår i släktet Pseudoleptochilus och familjen Eumenidae. Inga underarter finns listade i Catalogue of Life.